# Галета Анастасія
Анастасі́я Гале́та (* 1992) — українська та азербайджанська танцюристка на льоду.

## З життєпису
Народилась 1992 року. На початку кар'єри виступала за Україну з Семеном Каплуном. Об'єдналася з Олексієм Шумським у листопаді 2008 року. Посіли 8-ме місце на Чемпіонаті світу серед юніорів 2010 року. Змагаючись за Україну з Олексієм Шумським, вона виграла чотири медалі на юніорській серії Гран-прі ISU і посіла 8-ме місце на Чемпіонаті світу серед юніорів. 2012 року танцювальна пара розпалася.
У травні 2012 року Міжнародний союз ковзанярів повідомив, що Галета не має права брати участь у змаганнях від 10 грудня 2011 по 9 червня 2013 року — через порушення правил допінгу на фіналі юніорського Гран-прі 2011 року.
Восени 2013 року почала змагатися на дорослому рівні з Авіданом Брауном. Виступала за Україну, перш ніж вирішила перейти до Азербайджану в сезоні 2016—2017 років.